# Alexandru Elian
Alexandru Elian (n. 27 octombrie 1910, București, România – d. 8 ianuarie 1998, București, România) a fost un istoric român, membru titular al Academiei Române (din 1993), considerat a fi unul dintre cei mai mari bizantinologi români.

## Biografie

### Educație, studii
A urmat școala primară și cursurile liceului „Spiru Haret”, luându-și bacalaureatul în 1928. În cadrul Universității bucureștene studiază istoria și filozofia, devenind licențiat în ambele discipline în 1932. În perioada 1932-1934 studiază la Paris, ca membru al Școlii Române de la Fontenay-aux-Roses.
Întors în țară, își începe activitatea didactică și științifică într-o instituție a Bisericii, funcționând în anul școlar 1935-1936 ca profesor suplinitor de latină și franceză la Seminarul Central din București. În toamna anului 1936 este numit asistent la Catedra de Bizantinologie de la Facultatea de Litere (1936-1940) și bibliotecar la Biblioteca Academiei Române, secția manuscrise (1936-1956). Din 1937 funcționează și ca profesor de paleografie greacă la Școala Superioară de Arhivistică din București, unde va activa până în 1948.
În anul 1938, își susține teza de doctorat în Bizantinologie, intitulată „Doi umaniști greci din secolul al XVI-lea în Italia”.

### Activitate profesională
În anul 1948 este transferat de la Școala Superioară de Arhivistică la Facultatea de Istorie, ca profesor titular de Bizantinologie, unde rămâne până la desființarea acestei catedre în 1952.
În perioada anilor 1956-1968, Alexandru Elian a fost șef de sector, iar mai apoi șef de secție, la Institutul de Istorie al Academiei Române.
Începând cu luna septembrie 1956, la invitația patriarhului Justinian, care înființează în mod special la Institutul Teologic Universitar din București Catedra de Bizantinologie, va preda timp de aproape doua decenii (până în 1975), cursuri despre istoria și spiritualitatea bizantină.
În 1971 Elian a scos ediția română a „Căderii Constantinopolului” de Steven Runciman, fiind responsabil pentru traducerea textului englez și însoțirea acestuia de numeroase note corective de subsol și o amplă postfață.
În martie 1991 a fost ales membru al Academiei Române.

## Lucrări publicate
Lucrări publicate (singur sau în colaborare):
- Moldova și Bizanțul în secolul al XV-lea
- Fontes historiae daco-romane
- Cultura moldovenească în timpul lui Ștefan cel Mare, București, 1964
- Byzance et les Roumains à la fin du Moyen-Age
- Legăturile Mitropoliei Ungrovlahiei cu Patriarhia din Constantinopol și cu celelalte biserici ortodoxe, în: Biserica Ortodoxă Română, 1959, nr. 7-10.